# Eveline Dellai
Eveline Dellai (Trento; 10 de julio de 1993) es una actriz pornográfica y modelo erótica italiana asentada en República Checa.

## Biografía
Nació en julio de 1993 en Trento, ciudad alpina del norte de Italia, siendo su hermana gemela la también actriz pornográfica Silvia Dellai.
Ambas hermanas, que han rodado algunas escenas juntas, comenzaron su carrera como actrices a la par, en 2015 a los 22 años de edad. Eveline, por su parte, ha trabajado con productoras como Dane Jones, Mile High, Girlfriends Films, Private, Pure Play Media, Pervision, Mofos, 21Sextury, Digital Playground, Tushy, SexArt, Evil Angel o Viv Thomas.
En 2018 Eveline logró su primera nominación en los Premios AVN en la categoría de Artista femenina extranjera del año.
Ha grabado más de 620 películas.
Alguno de sus trabajos son Babysitting Twin Sisters, Balearic Love, Do Me And My Classmate, First Seductions, Her Secret Getaway, Memento Reloaded, Picture Perfect Fuck, Rocco Sex Analyst 2, Sexy Intentions o Workout Whores.

## Premios y nominaciones
| Año  | Ceremonia           | Resultado | Premio                                        | Trabajo                                    |
| ---- | ------------------- | --------- | --------------------------------------------- | ------------------------------------------ |
| 2017 | Premios Venus       | Nominada  | Mejor artista internacional                   | —                                          |
| 2018 | Premios AVN         | Nominada  | Artista femenina extranjera del año           | —                                          |
| 2018 | Premios XBIZ Europa | Nominada  | Mejor escena de sexo - glamcore               | Passionate Three 3                         |
| 2019 | Premios XBIZ Europa | Nominada  | Mejor escena de sexo - glamcore               | Anal Models 4                              |
| 2019 | Premios Venus       | Nominada  | Mejor actriz de realidad virtual              | —                                          |
| 2020 | Premios AVN         | Nominada  | Mejor escena de sexo en producción extranjera | Rocco Siffredi Hard Academy 5... Goes Live |
| 2021 | Premios XBIZ Europa | Nominada  | Mejor escena de sexo glamcore                 | Sea Sex & Sun                              |